# I pirati della Malesia (film 1964)
I pirati della Malesia è un film del 1964 diretto da Umberto Lenzi.
È l'adattamento cinematografico del popolare romanzo omonimo di Emilio Salgari (1896) e sequel di Sandokan, la tigre di Mompracem.